# Северин Мойсей Михайлович
Мойсей Михайлович Северин (3 вересня 1908 — 2 березня 1945) — стрілець 465-го стрілецького полку 167-ї Червонопрапорної Сумсько-Київської стрілецької дивізії 38-ї армії 1-го Українського фронту, червоноармієць. Герой Радянського Союзу.

## Біографія
Народився 3 вересня 1908 року в селі Басівка нині Роменського району Сумської області України. Українець. Закінчив два класи початкової школи.
У 1938—1940 роках проходив військову службу в лавах РСЧА. Учасник визвольного походу радянських військ в Західну Україну 1939 року. Повернувшись з армії, працював лісником.
Повторно призваний в Червону Армію в 1941 році. Учасник Великої Вітчизняної війни з липня 1941 року.
Загинув смертю хоробрих 2 березня 1945 року в ході Східно-Померанської операції. Похований в селі Петшиково (Pietrzykowo), гміна Кочала, Члухувский повіт, Поморське воєводство, Польща.

## Нагороди
Нагороджений орденом Леніна.

## Пам'ять
У селі Гаї Роменського району на пам'ятному знаку загиблим односельчанам встановлено барельєф М. М. Северина. Піонерський загін школи села Басівка довгий час носив ім'я Героя. Про подвиг М. М. Северина розповідають матеріали, зібрані в Сумському краєзнавчому музеї та в шкільному куточку бойової слави.